# Myrmotherula ignota
El hormiguerito de Griscom (en Colombia) (Myrmotherula ignota), también denominado hormiguerito piquicorto (en Ecuador) u hormiguerito bigotudo (en Perú), es una especie de ave paseriforme perteneciente al numeroso género Myrmotherula de la familia Thamnophilidae. Es nativo del este de América Central, noroeste de América del Sur y occidente de la Amazonia.

## Distribución y hábitat
Se distribuye en dos regiones disjuntas; en el este de Panamá, pendiente del Pacífico del oeste de Colombia y noroeste de Ecuador; y en la región amazónica del centro y sureste de Colombia, este de Ecuador, noreste de Perú y noroeste de Brasil.
Esta especies es considerada poco común en el subdosel y en los bordes de selvas húmedas, principalmente de terra firme, hasta los 800 m de altitud.

## Sistemática

### Descripción original
La especie M. ignota fue descrita por primera vez por el ornitólogo estadounidense Ludlow Griscom en 1929 bajo el nombre científico de subespecie Myrmotherula brachyura ignota; localidad tipo «Jesusito, Darién, Panamá».

### Etimología
El nombre genérico femenino «Myrmotherula» es un diminutivo del género Myrmothera, del griego «murmos»: hormiga y «thēras»: cazador; significando «pequeño cazador de hormigas»; y el nombre de la especie «ignota», del latín «ignotus»: obscuro, desconocido.

### Taxonomía
Los datos genéticos y morfológicos indican que esta especie, junto a Myrmotherula brachyura, M. ambigua, M. sclateri, M. surinamensis, M. multostriata, M. pacifica, M. cherriei, M. klagesi y M. longicauda representan un grupo monofilético: el grupo de hormigueritos estriados.
La presente especie es pariente cercana a M. brachyura y previamente fueron tratadas como conespecíficas pero fueron separadas en base al estudio de Isler & Isler (2003) que la consideró conespecífica con M. obscura, como el taxón ignota tenía prioridad, obscura pasó a ser tratada como la subespecie M. ignota obscura, lo que fue aprobado en la Propuesta N° 45 al Comité de clasificación de Sudamérica (SACC). El Comité Brasileño de Registros Ornitológicos (CBRO) reconoce a M. obscura como especie plena, a pesar de que ambas no pueden ser distinguidas vocalmente según otros autores.

### Subespecies
Según la clasificación del Congreso Ornitológico Internacional (IOC) (Versión 7.2, 2017) y Clements Checklist v.2016, se reconocen 2 subespecies, con su correspondiente distribución geográfica:
- Myrmotherula ignota ignota Griscom, 1929 – este de Panamá (pendiente caribeña en la Zona del Canal y San Blas, pendiente del Pacífico en la provincia de Panamá y Darién), oeste y norte de Colombia (pendiente del pacífico y a lo largo de la base norte de los Andes hacia el este hasta Santander) y noroeste de Ecuador (Esmeraldas, suroeste de Imbabura, noroeste de Pichincha).
- Myrmotherula ignota obscura J. T. Zimmer, 1932 – centro sur y sureste de Colombia (localmente a lo largo de la base de os Andes al sur desde Meta, y en Guainía y Vaupés), este de Ecuador, noreste de Perú (al sur hasta Pasco y Ucayali), y suroeste y centro oeste de la Amazonia en Brasil (extremo noroeste hacia el sur hasta el noroeste de Acre, y centro este de Amazonas a lo largo del río Solimões hacia el este hasta el río Negro).